# Keisha Castle-Hughes
Keisha Castle-Hughes (Donnybrook, 24 marzo 1990) è un'attrice neozelandese.

## Biografia
Keisha Castle-Hughes nasce a Donnybrook, in Australia, il 24 marzo del 1990 da padre australiano di origini inglesi, Tim Castle, e da madre neozelandese di etnia maori, Desrae Hughes. I genitori, mai sposati, si separarono diversi anni dopo. Circa un anno dopo la propria nascita, Keisha si trasferisce con i genitori ad Auckland, in Nuova Zelanda, dove cresce e frequenta le scuole: la Waiuku Primary School, la Bailey Road School, il One Tree Hill College (poi conosciuto come Penrose High School) ed il Rosehill College. Conseguirà poi, all'età di 11 anni, la cittadinanza neozelandese. Ha quattro fratelli: Rhys (n. 1992), Liam (n. 1996), Maddisyn (n. 2001) e Qayde (n. 2006).
Il suo debutto è nel film del 2003 La ragazza delle balene, per il quale ottiene la candidatura al premio Oscar per la miglior attrice protagonista nel 2004. Prende anche parte al video musicale della canzone di Prince Cinnamon Girl e viene invitata a unirsi all'Academy of Motion Picture Arts and Sciences. Nel 2005 ha un piccolo ruolo come regina Apailana in Star Wars: Episodio III - La vendetta dei Sith durante il funerale di Padmé e nel 2006 è la Vergine Maria in Nativity.
Nel 2008 compare nel film Hey, Hey, It's Esther Blueburger, mentre nel 2009 è la volta di The Vintner's Luck, che debutta in tutto il mondo a settembre. A marzo 2010 è in un episodio della serie televisiva La spada della verità, nella quale interpreta il Creatore. L'anno seguente è nell'horror giapponese Vampire con Kevin Zegers e ha il ruolo ricorrente di Gaia in The Almighty Johnsons. Ad aprile 2012 entra nel cast dell'episodio pilota della nuova serie televisiva Rewind, nella quale ha il ruolo di Priya, una storica militare che torna indietro nel tempo per evitare un attacco terroristico; recita anche nel western di Niall Johnson The Stolen, in uscita nel 2013.

## Vita privata
Keisha Castle-Hughes ha avuto una figlia, Felicity-Amore Hull, nata il 25 aprile del 2007, dall'allora fidanzato Bradley Hull. La coppia si è lasciata nel 2010, dopo sette anni di fidanzamento. Nel 2012 si è fidanzata con Jonathan Morrison, con il quale è poi convolata a nozze l'anno successivo. 
Nel 2014, a seguito dello scalpore suscitato in Patria dal suicidio della modella e personaggio televisivo Charlotte Dawson, la quale era ormai da molti anni afflitta da crisi depressive, l'attrice ha pubblicamente dichiarato d'essere affetta dal disturbo bipolare.

## Filmografia

### Cinema
- La ragazza delle balene (Whale Rider), regia di Niki Caro (2002)
- Star Wars: Episodio III - La vendetta dei Sith (Star Wars: Episode III - Revenge of the Sith), regia di George Lucas (2005) – cameo
- Nativity (The Nativity Story), regia di Catherine Hardwicke (2006)
- Hey, Hey, It's Esther Blueburger, regia di Cathy Randall (2008)
- The Vintner's Luck, regia di Niki Caro (2009)
- Vampire, regia di Shunji Iwai (2011)
- Red Dog, regia di Kriv Stenders (2011)
- Thank You for Your Service, regia di Jason Hall (2017)

### Televisione
- Piece of My Heart, regia di Fiona Samuel – film TV (2009)
- La spada della verità (Legend on the Seeker) – serie TV, episodio 2x15 (2010)
- The Almighty Johnsons – serie TV, 21 episodi (2011-2013)
- Rewind, regia di Jack Bender – film TV (2013)
- The Walking Dead – serie TV, episodio 5x04 (2014)
- Il Trono di Spade (Game of Thrones) – serie TV, 8 episodi (2015-2017)
- Roadies – serie TV, 10 episodi (2016)
- Manhunt – miniserie TV, 5 episodi (2017)
- FBI – serie TV, 3 episodi (2019-2023)
- FBI: Most Wanted – serie TV (2020-2025)

### Doppiatrice
- Star Wars: The Bad Batch - serie animata, 2 episodi (2023)

## Riconoscimenti
- 2003 – New Zealand Film and TV Awards
  - Vinto – Miglior attrice per La ragazza delle balene.
- 2003 – Washington DC Area Film Critics Association Awards
  - Candidatura a Miglior attrice per La ragazza delle balene.
- 2004 – Premio Oscar
  - Candidatura a Miglior attrice protagonista per La ragazza delle balene.
- 2004 – Broadcast Film Critics Association Award
  - Vinto – Miglior giovane attrice per La ragazza delle balene.
- 2004 – Chicago Film Critics Association
  - Candidatura a Miglior attrice per La ragazza delle balene.
  - Vinto – Attrice promettente per La ragazza delle balene.
- 2004 – Chlotrudis Awards
  - Candidatura a Miglior attrice per La ragazza delle balene.
- 2004 – Image Awards
  - Candidatura a Miglior attrice in un film per La ragazza delle balene.
- 2004 – Online Film Critics Society Awards
  - Vinto – Miglior performance di debutto per La ragazza delle balene.
- 2004 – Phoenix Film Critics Society Awards
  - Candidatura a Miglior performance femminile giovane in un ruolo da protagonista o secondario per La ragazza delle balene.
- 2004 – Screen Actors Guild Awards
  - Candidatura a Miglior performance di un'attrice in un ruolo secondario per La ragazza delle balene.
- 2004 – Teen Choice Awards
  - Candidatura a Miglior attrice in un film per La ragazza delle balene.
- 2004 – Young Artist Awards
  - Vinto – Miglior giovane attrice in un film internazionale per La ragazza delle balene.
- 2007 – Young Artist Awards
  - Candidatura a Miglior attrice in un lungometraggio per Nativity.
- 2009 – Qantas TV and Film Awards
  - Vinto – Miglior attrice non protagonista per Piece of My Heart.

## Doppiatrici italiane
Nelle versioni in italiano delle opere in cui ha recitato, Keisha Castle-Hughes è stata doppiata da:
- Gemma Donati in The Walking Dead, Il Trono di Spade, Roadies, Manhunt
- Roisin Nicosia in FBI, FBI: Most Wanted
- Eva Padoan in La ragazza delle balene
- Alessia Amendola in Nativity
- Letizia Ciampa in La spada della verità

Da doppiatrice è sostituita da:
- Benedetta Ponticelli in Star Wars: The Bad Batch